# Grover (Carolina do Norte)

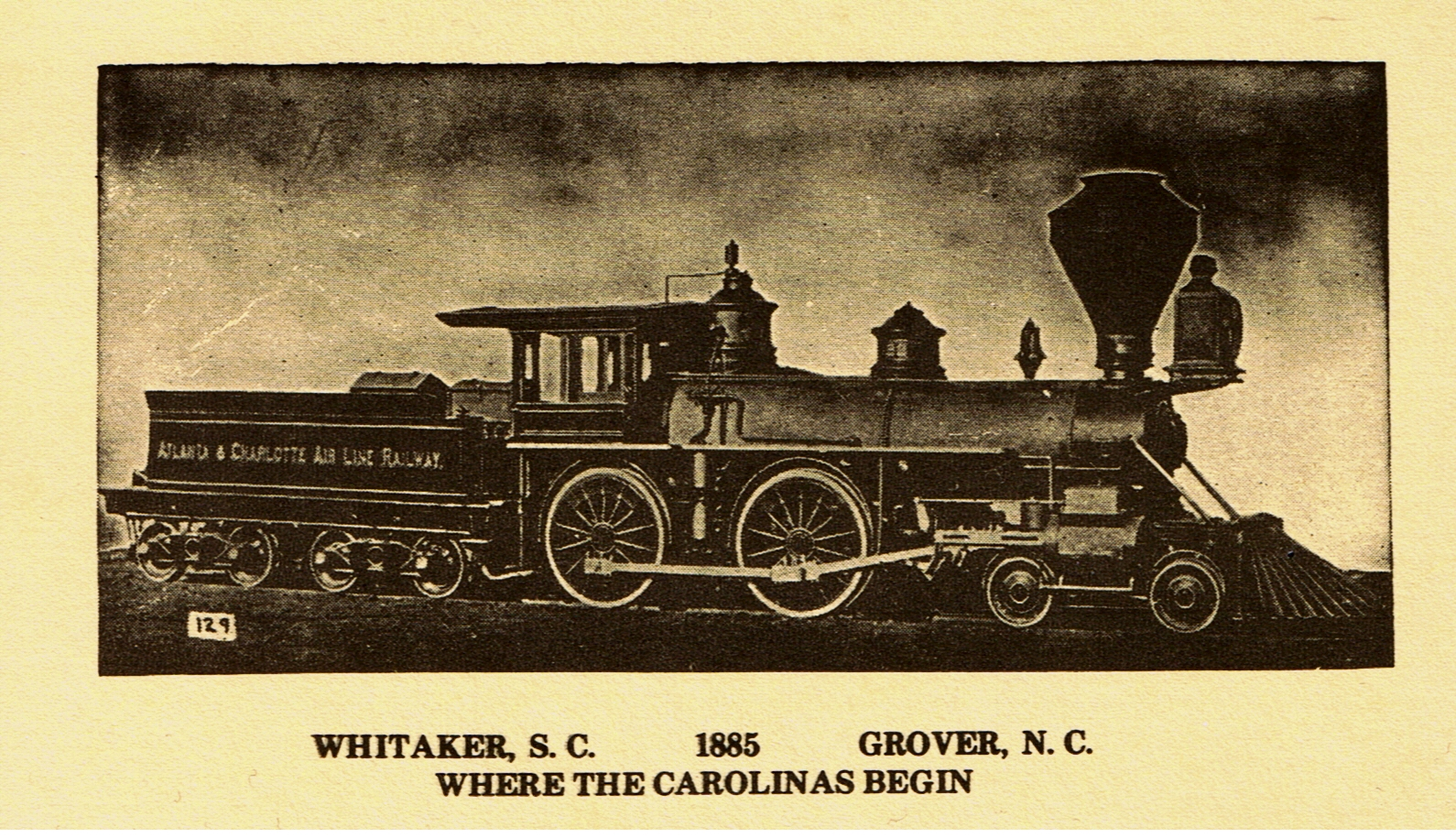
Uma locomotiva em Grover, prestes a efetuar uma manobra na placa giratória, por volta de 1885, conforme retratado em uma antiquada correspondência ilustrada

Grover é uma cidade  localizada no estado norte-americano de Carolina do Norte, no Condado de Cleveland.

## Demografia
Segundo o censo norte-americano de 2000, a sua população era de 698 habitantes.
Em 2006, foi estimada uma população de 690, um decréscimo de 8 (-1.1%).

## Geografia
De acordo com o United States Census Bureau tem uma área de
2,7 km², dos quais 2,6 km² cobertos por terra e 0,1 km² cobertos por água. Grover localiza-se a aproximadamente 267 m acima do nível do mar.

## Localidades na vizinhança
O diagrama seguinte representa as localidades num raio de 16 km ao redor de Grover.